# Sucești, Alba
Sucești este un sat în comuna Gârda de Sus din județul Alba, Transilvania, România.